# Птерилии
Птерилии (от греч. pterón — перо и hýle — лес) — участки кожи птиц, покрытые контурными перьями. Между птерилиями располагаются голые участки кожи, называемые аптерии. У пингвинов, бескилевых птиц и паламедей контурные перья покрывают всё тело равномерно — у них отсутствуют аптерии. Важнейшими птерилиями являются: спинная, плечевые, бедренные, грудная, шейная, головная, крыловая, ножная, хвостовая, анальная.
Возникновение птерилий и аптерий связано с облегчением движения отдельных участков кожных покровов птиц, покрытых перьями, и с терморегуляцией. Характер расположения птерилий у птиц систематичный и зависит от вида.